# Rio Arieș (Someș)
O Rio Arieş é um rio da Romênia afluente do rio Someş, localizado no distrito de Maramureş.